# هایاشی تاداسو
هایاشی تاداسو (به ژاپنی: (林 董 Hayashi Tadasu); ۱۱ آوریل ۱۸۵۰ – ۱۰ ژوئیهٔ ۱۹۱۳) دیپلمات، وزیر اهل ژاپن بود.